# Wostok 6
Wostok 6 war ein bemannter Raumflug im Rahmen des Wostokprogramms der sowjetischen Raumfahrt. Mit der Kosmonautin Walentina Tereschkowa flog zum ersten Mal eine Frau in den Weltraum.

## Besatzung
- Walentina Wladimirowna Tereschkowa (1. Flug)

### Ersatzmannschaft
- Irina Bajanowna Solowjowa

### Unterstützungsmannschaft
- Walentina Leonidowna Ponomarjowa

## Vorbereitung
Die Idee, weibliche Kosmonauten auszubilden, entstand bereits 1961, kurz nach dem historischen Flug von Juri Gagarin. Das Projekt war aber innerhalb der sowjetischen Raumfahrtbehörden und im Militär umstritten. Da es nur wenige weibliche Piloten gab, wurde die Suche auf Fallschirmspringerinnen ausgedehnt. Aus 58 Kandidatinnen wurden am 16. Februar 1962 fünf Russinnen ausgewählt, die die zweite Kosmonautengruppe der UdSSR bildeten:
- Sanna Dmitrijevna Jerkina
- Tatjana Dmitrjewna Kusnetsowa
- Walentina Leonidowna Ponomarjowa
- Irina Bajanovna Solowjowa
- Walentina Wladimirowna Tereschkowa

Nach dem Doppelflug von Wostok 3 und Wostok 4 im August 1962 war nicht klar, wie viele weitere Wostokflüge noch stattfinden würden, und wie viele davon mit weiblichen Kosmonauten bemannt würden. Im Frühling 1963 kristallisierte sich dann heraus, dass keine neuen Wostok-Raumschiffe hergestellt würden. Die zwei verbleibenden einsitzigen Raumschiffe würden für einen Doppelflug mit einem Mann und einer Frau verwendet werden.
Nachdem bereits im November 1962 Tatjana Kusnetsowa die theoretische Prüfung zur Kosmonautin nicht bestanden hatte, schied im Mai 1963 Sanna Jerkina aus gesundheitlichen Gründen ebenfalls aus.
Am 4. Juni 1963 wurde Walentina Tereschkowa als Besatzung für Wostok 6 bestätigt, mit Walentina Ponomarjowa und Irina Solowjowa als Reserve.

## Flugverlauf
Wostok 6 startete am 16. Juni 1963 um 12:29 Uhr Moskauer Zeit vom Raketenstartplatz Baikonur und erreichte nach wenigen Minuten die Erdumlaufbahn mit 165 km Perigäum und 166 km Apogäum bei einer Inklination von 65 Grad.
Während der ersten Erdumkreisung näherten sich Wostok 6 und Wostok 5 wie geplant auf etwa 5 Kilometer. Wostok 5 mit Waleri Bykowski an Bord war zwei Tage zuvor gestartet.
Während des ersten Tages konnte Tereschkowa direkten Funkkontakt mit Bykowski halten, doch die beiden Raumschiffe entfernten sich zunehmend, und ab dem zweiten Tag war die Verbindung nur noch über Relaisstationen auf der Erde möglich. Die Wostok-Raumschiffe verfügten nur über Lageregelungsmöglichkeiten und konnten ihre Umlaufbahn nicht selbst beeinflussen. Das Rendezvous der beiden Raumschiffe war nicht durch aktive Steuerung, sondern aufgrund präziser Berechnungen vor dem Start erfolgt.
Tereschkowa machte Foto- und Filmaufnahmen von der Erde. Ein biologisches Experiment blieb unvollendet, weil sie die Ausrüstung nicht erreichen konnte.
Die Zündung der Bremsraketen erfolgte planmäßig, ebenso das Abwerfen der Gerätesektion. Die Flugleitung erhielt diese Informationen allerdings nur über Telemetrie, weil Tereschkowa sich nicht über Funk meldete.
Die Landung nach knapp dreitägigem Raumflug erfolgte am 19. Juni 1963 um 08:20 Uhr GMT etwa 620 km nordöstlich von Karaganda im heutigen Kasachstan. Wie bei den Wostokflügen üblich, katapultierte sich Tereschkowa mit einem Schleudersitz aus der Landekapsel und landete am Fallschirm.

## Bedeutung

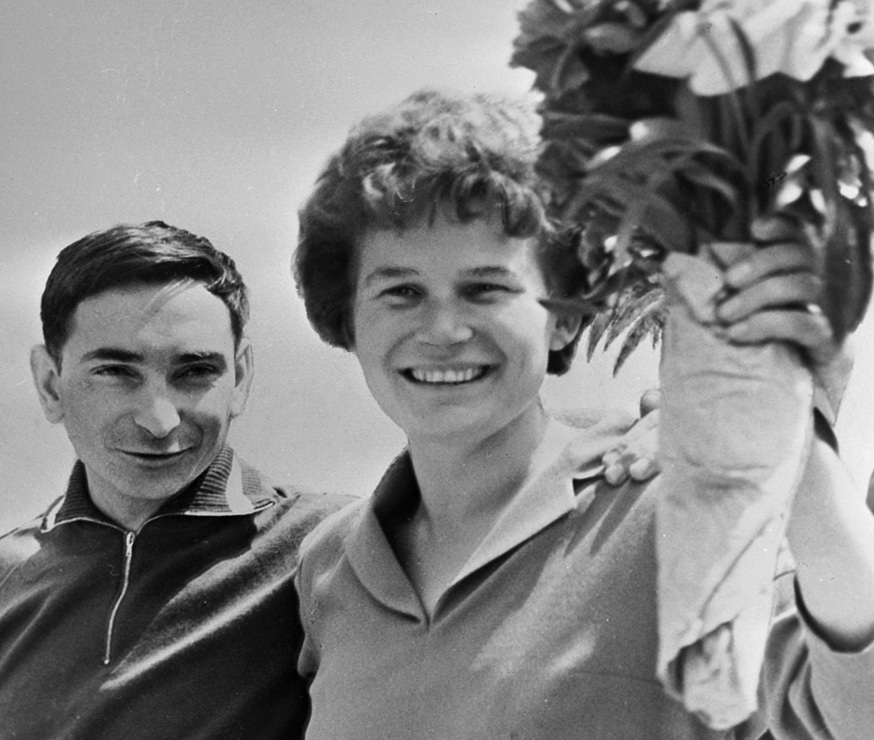
Tereschkowa mit Waleri Bykowski, 20. Juni 1963

In der Folgezeit trat Tereschkowa sehr oft in der Öffentlichkeit auf. Sie begab sich für Pressekonferenzen und Vorträge auf mehrere Auslandsreisen.
Nach dem ersten Start eines Satelliten (Sputnik 1, 1957), dem ersten bemannten Raumflug (Wostok 1, 1961) und dem ersten Doppelflug (Wostok 3/Wostok 4, 1962) hatte die Sowjetunion ein weiteres Mal eine Erstleistung erbracht. Der erste Flug einer weiblichen Raumfahrerin war ein weltweiter Prestigegewinn für die UdSSR. Erst 1982 würde mit Swetlana Sawizkaja wieder eine Frau ins All fliegen.
Trotz Problemen bei der Landung bildeten Wostok 5 und Wostok 6 einen erfolgreichen Abschluss des Wostok-Programms. Es war bereits beschlossen, dass die nächsten bemannten Flüge mit einer Weiterentwicklung, den mehrsitzigen Woschod-Raumschiffen, durchgeführt würden. Das Sojus-Raumschiff, das völlig neu konzipiert wurde, sollte erst nach mehreren Jahren zur Verfügung stehen.
Die Rückkehrkapsel ist heute im RKK-Energija-Museum in Kaluga ausgestellt.